# Francesco Rocca (politico)
Francesco Rocca (Roma, 1º settembre 1965) è un politico italiano, presidente dell'IFRC dal 2017 al 2023 e presidente della Regione Lazio a partire dal 2 marzo 2023.

## Biografia

### Prime attività
Rocca si è avvicinato al volontariato sin dai primi anni degli studi universitari in giurisprudenza: prima al fianco del Jesuit Refugee Service, poi con la Caritas, infine con la Piccola Casa della Divina Provvidenza Cottolengo. Negli anni dell'università, si iscrive al Fronte della Gioventù, l'organizzazione giovanile del Movimento Sociale Italiano.
A metà degli anni novanta inizia l'impegno nel mondo della sanità: dal 1996 al 2004 è presidente e commissario dell'IPAB "Santa Maria in Aquiro", mentre dal 2001 al 2003 è presidente dell'IPAB "Asilo della Patria".
Nel 2003 l'allora presidente della Regione Lazio Francesco Storace nomina Rocca direttore generale dell'ospedale Sant'Andrea e commissario straordinario sempre del Sant'Andrea.
In parallelo all'attività di avvocato, ha proseguito il suo impegno nel volontariato attraverso l'ONG di diritto etiope dell'Hansenian's Ethiopian Welfare Organization di cui, per un breve periodo, è stato anche direttore generale a titolo gratuito, e con la Croce Rossa Italiana, aderendo alla componente dei donatori sangue. Dalla seconda metà del 2007 è stato chiamato a ricoprire l'incarico di capo del dipartimento delle operazioni di emergenza della Croce Rossa. Nel 2009, durante l'assemblea generale in Kenya, è stato eletto come membro del consiglio d'amministrazione della Federazione internazionale delle società di Croce Rossa e Mezzaluna Rossa e nel 2017 ne diviene presidente con la maggioranza dei voti, eletto ad Antalya, in Turchia, divenendo il primo italiano a ricoprire la carica internazionale. Si dimette dalla guida della Federazione nel giugno del 2023, a seguito della sua elezione come presidente della Regione Lazio.

### Alla guida della Croce Rossa Italiana

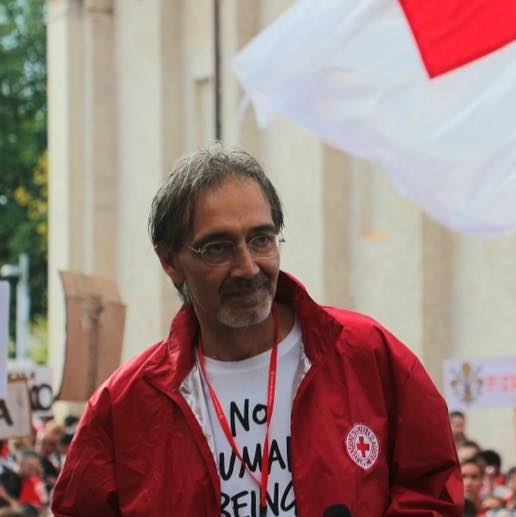
Francesco Rocca nel 2017

Rocca entra nella Croce Rossa Italiana nel giugno 2007, diventandone commissario straordinario a novembre del 2008. Nel frattempo una piccola parentesi al comune di Roma, durante l'amministrazione comunale di Gianni Alemanno, come capo del dipartimento salute e attività sociali del comune di Roma.
A gennaio 2013 assume la carica di presidente nazionale della Croce Rossa Italiana. L'incarico di presidente gli viene rinnovato una prima volta nel maggio 2016, una seconda a maggio 2020.

### Presidente della Regione Lazio
Alla fine del 2022, in vista delle elezioni regionali del 2023, il presidente del Consiglio Giorgia Meloni propone il nome di Rocca come candidato della coalizione di centro-destra alla presidenza della Regione Lazio. Accettando la candidatura, Rocca si dimette dalla guida della Croce Rossa Italiana il 29 dicembre 2022. Viene appoggiato da Fratelli d’Italia, Lega per Salvini Premier, Forza Italia, Unione di Centro - Verde è Popolare, Noi moderati - Rinascimento Sgarbi e Lista civica Francesco Rocca Presidente.
Alla tornata elettorale, caratterizzata dall'affluenza più bassa di sempre, Rocca viene eletto presidente della Regione con il 53,89% dei voti e superando i candidati del centro-sinistra Alessio D'Amato (33,49%) e del Movimento 5 Stelle Donatella Bianchi (10,75%). Il successivo 2 marzo viene proclamato ufficialmente presidente della Regione Lazio dalla Corte d'appello di Roma.
Il 12 marzo 2023 nomina gli assessori della sua giunta, mantenendo la Sanità sotto la sua responsabilità.
Uno dei primi atti politici di Rocca come presidente è stato revocare, nonostante inizialmente lo avesse concesso, il patrocinio al Gay Pride di Roma, a seguito delle critiche dell'associazione antiabortista Pro Vita e Famiglia per il manifesto dell’evento che si schiera a favore della gestazione per altri.

## Vicende giudiziarie
A 19 anni, Rocca fu condannato per spaccio di eroina, implicato in un'indagine su traffico di droga gestito da un gruppo di nigeriani a Casal Palocco, per conto dei quali aveva ceduto un etto e mezzo di stupefacente a un acquirente. Arrestato nel 1984, viene condannato l'anno successivo a 3 anni di reclusione, trascorrendo dodici mesi agli arresti domiciliari e iniziando un percorso di recupero.